# John Cordts
John Cordts (ur. 23 lipca 1935 w Hamburgu) – kanadyjski kierowca wyścigowy. Uczestniczył w jednym sezonie Formuły 1, a zadebiutował 20 września 1969 roku. Zakwalifikował się z 19. pozycji, ale jego bolid po wycieku oleju odmówił posłuszeństwa. Urodził się w Niemczech, dorastał w Szwecji, przed wyjazdem do Kanady.